# الصحافة والتاريخ
الصحافة والتاريخ: إضاءات تفاعلية مع قضايا الزمن الراهن هو كتاب من تأليف المؤرخ المغربي الطيب بياض، صدر عن دار أبي رقراق للنشر بالتعاون مع كلية الآداب والعلوم الإنسانية عين الشق (جامعة الحسن الثاني – الدار البيضاء). 
صدر الكتاب في طبعته الأولى سنة 2019، وأعيد نشره في طبعة ثالثة سنة 2022 بغلاف جديد ومقدمة للباحث المغربي جمال فزة. يقع في حوالي 175 صفحة من القطع المتوسط. 

## محتويات الكتاب
ينقسم الكتاب إلى قسمين رئيسيين:
1. الإطار النظري: يتناول العلاقة بين الصحافة والتاريخ من زاوية نظرية، ويعرض هذا القسم تداخل مناهج الصحافي والمؤرخ، مشددًا على الاختلاف في الآليات والتقاطع في الغايات.
2. قراءات تطبيقية: يضم مجموعة مختارة من الأعمدة الصحافية التي نشرها الطيب بياض ضمن سلسلة بعنوان "للتاريخ إضاءة"، والتي نشرت في مجلة زمان ابتداء من سنة 2013. وتتمحور هذه المقالات حول قضايا مغربية وعربية ذات راهنية، تُحلل انطلاقًا من خلفيات تاريخية تضيء السياق وتثري الفهم[1].

## مضمون الكتاب
يقدم القسم الأول من الكتاب إطارا نظريا يعالج فيه التداخل المعقد بين الصحافة والتاريخ، وقد اختار له المؤلف عنوانا دالا: "التاريخ والصحافة: تبادل خدمات، تقاطع غايات، واختلاف آليات". يضم هذا القسم أحد عشر محورا، يتناول من خلالها المؤلف العلاقة الإشكالية بين الحقلين، مقدما تحليلا نقديا معمقا لطرائق التفاعل بينهما، ومظاهر التقاطع والتباين في أهدافهما ومناهجهما.
استهل المؤلف حديثه في هذا القسم بالتساؤل عن جدوى التاريخ، وهو التساؤل نفسه الذي طرحه مارك بلوك في كتابه "دفاعا عن التاريخ أو صنعة المؤرخ" في أعقاب الهزيمة المريرة التي عرفتها فرنسا أمام ألمانيا النازية خلال الحرب العالمية الثانية. وسيرجع المؤلف الطيب بياض إلى هذا الحدث في المحور الرابع، محللا تلك الهزيمة الغريبة التي لم تكن مجرد هزيمة عسكرية ناجمة عن تفاوت في العدة والعتاد والأعداد على طول جبهات القتال، بل عكست أيضا إفلاسا عميقا في الفكر والإدارة.
في هذا السياق، يعرض المؤرخ الطيب بياض رؤية عميقة حول ما يعد صراعا مصطنعا بين الصحافيين والمؤرخين، مشيرا إلى أن الخلاف بين الطرفين لا ينحصر في اختلاف الأدوار أو الأساليب، بل يتجذر في جدل مستمر حول مشروعية كل مجال، ومدى تأثيره على تمثل الأحداث وفهمها. ويبين الكاتب أن الصحافة، في سعيها إلى نقل الوقائع الفورية بسرعة ونجاعة، تقف أحيانا في تضاد مع المسعى التاريخي الذي يستند إلى التحليل العميق والامتداد الزمني.
يتوقف المؤلف عند تجليات هذا التفاعل، وخصوصا فيما يتعلق بتمثيل "الحقيقة التاريخية" في وسائل الإعلام، موضحا كيف تلجأ الصحافة أحيانا إلى استثمار الأدوات التاريخية من أجل إضفاء عمق وموضوعية على محتواها، دون أن تنفك عن ضغط اللحظة وسرعة النشر. كما يستعرض بياض كيف استجاب المؤرخون لهذه التحديات من خلال تطوير استراتيجيات جديدة تواكب العصر الرقمي، منخرطين في وسائل الإعلام لتوسيع دائرة التأثير ونشر المعرفة التاريخية. ويشير في هذا الصدد إلى تحولات ما بعد أحداث مايو 1968 في فرنسا، التي شكلت منعطفا في علاقة المؤرخين بالإعلام.
ويبرز المؤلف كذلك كيف أثرت المنافسة المتنامية من قبل الصحافة والإعلام على المنهجية التاريخية، مما دفع المؤرخين إلى إعادة التفكير في أدواتهم التواصلية وآليات إنتاجهم المعرفي، مستفيدين من الوسائط الحديثة لتقريب خطابهم من الجمهور وتوسيع نطاق تأثيره.
من أجل ذلك، لا مناص في نظر المؤلف من أن يمتطي المؤرخ صهوة الإعلام لبسط سطوته، ونشر معرفته، وإعادة الاعتبار لصنعته، بتجديد آليات اشتغاله والقبض على المعنى الذي صار في زمن التقنية متشظيا، خاصة وأن الوثيقة لم تعد لوحدها كافية لإنتاج هذا المعنى. الأمر الذي يحتم على المؤرخ اليوم، أن يكون قادرا على ممارسة التأويل، انطلاقا من ذلك الحوار المنتج بين الماضي والحاضر من جهة، وانطلاقا من ضرورة انفتاحه على مختلف العلوم والحقول المعرفية الأخرى من جهة ثانية؛ أي السعي إلى إقامة برنامج مشترك بين العلوم الاجتماعية كما كان يدعو إلى ذلك فرنان بروديل.
ولئن كان موضوع التاريخ هو دراسة الإنسان في الزمن حسب مارك بلوك، فإن المؤرخ الطيب بياض لم يفوت الفرصة في كتابه هذا للاحتفاء بالتجربة الإنسانية، خاصة تجربة الحب التي لا تؤمن بلغة الإيديولوجيا أو الحدود السياسية أو البروتوكولات الدبلوماسية، فجاء المحور الخامس معنونا بـ "الحب في زمن الحرب الباردة" تناول فيه المؤلف قصة الحب التي جمعت المؤرخ الفرنسي جاك لوغوف بزوجته الطبيبة البولدنية هانكا.
ويناقش بياض أيضًا مفهوم العودة إلى الحدث التاريخي، وكيف أن بعض مؤرخي "التاريخ الجديد" أعادوا التركيز على الأحداث كوسيلة لفهم البنى التاريخية. فجاك لوغوف، أحد رواد هذا التيار، يرى أن دراسة الأحداث القصيرة ممكنة شرط أن تُعتبر مؤشرات على البنى العميقة. وهو ما يعكس محاولة لفهم كيفية تفاعل الحدث مع السياق الأوسع، وتفسير تأثير تلك البنى على مجرى الوقائع.
من هذا المنطلق، يُظهر الطيب بياض أن الحدث لا يُفهم ككيان معزول، بل ينبغي تحليله في ضوء البنى التاريخية التي يشير إليها. وهذا يقتضي من المؤرخ أن يتعامل مع الوقائع ليس باعتبارها مجرد تسلسل زمني، بل كعناصر دالة تكشف عن أنماط أوسع في الاجتماع والسياسة والثقافة. ويتطلب هذا التوجه استخدام أدوات تحليلية متنوعة تُسهم في تأويل المصادر واستثمار المعطيات التاريخية بشكل فعال.
ولم يغفل الكتاب الجهود التي بذلت في المغرب لردم الهوة بين الصحافة والتاريخ، حيث استعرض محاولات رائدة في هذا السياق، مثل أعمال محمد العربي المساري، جامع بيضا، وزكي مبارك، والمصطفى بوعزيز، ومحمد باهي حرمة. وقد توقف بياض عند هذا الأخير باعتباره نموذجًا متفردًا في هذا المضمار، فقال عنه: "لمحمد باهي شغف خاص بالتاريخ، وتمثل نوعي للمهام الملقاة على عاتق كل من رام البحث في هذا الحقل المعرفي عن عناصر إجابة لأسئلة واقعه العالقة، وهو القائل: من واجب الصحفي، وهو المؤرخ اليومي بامتياز، أن يعكس الانشغالات والهموم الخاصة بمجتمعه". ويضيف بياض أن باهي يبدو وكأنه تشرب جيدًا ما نبه إليه مارك بلوك منذ وقت مبكر، في حديثه عن مهنة المؤرخ، واستبطن بعمق روح مقال جون لاكوتير حول "التاريخ الآني". ويستدل على ذلك بما كتبه باهي في مقال بعنوان: "جاك اليوسفي وعبد الرحمان ديلور المغربي"، حيث تحدّث عن وجود "مقارنات تملي نفسها على الصحفي بما هو مؤرخ لليومي، إملاء مشحونا باليقين الصاعق، تجعل الاقتراب من الظاهرة التاريخية أو الحدث السياسي، عن طريق تلك المقايسة لا غيرها من الموازنات المنطقية أو سبل الفهم العقلانية الأخرى، بديهة ساطعة، محسوسة تندرج ضمن المعطيات الفورية للوعي بالأشياء".
القسم الثاني: اضاءات وتفاعلات
يقدم القسم الثاني من الكتاب مجموعة من المقالات الصحافية التي كتبها الطيب بياض، والتي تعكس تجربته في تطبيق أفكاره النظرية حول العلاقة بين الصحافة والتاريخ. من خلال عموده الصحافي "للتاريخ إضاءة" في مجلة زمان، باستثناء مقاله الأخير، الذي نشر سنة 2018 بمجلة النهضة. استعرض الطيب بياض قضايا متنوعة تتراوح بين الاقتصادية، السياسية، الاجتماعية، والثقافية. ويتضمن هذا القسم العديد من العناوين. فمن "الاقتصاد والسيادة"، مرورا بـ  "ثقافة الاحتجاج"، "الجوار"، "الإصلاح الضريبي"، "الفلاحة والأسئلة المعلقة"، "ما تستحقه المرأة المغربية"، وصولا إلى "ورش الإصلاح"، و"من البوعزيزي إلى داعش"، وغيرها من المقالات، حيث حاول المؤلف  المساهمة في بناء ورش جديد يجمع بين الصحافة والتاريخ. 

## أسلوب الكتابة
يبرز المؤرخ  الطيب بياض أهمية الإهتمام بنمط الكتابة لكونها قالبا سرديا وحاملا للمعرفة الإنسانية، يقتضي تلقحيه بالنفس الأدبي، لأن الأسلوب الشيق حسب المؤلف، «لا ينقص من علمية المعرفة التاريخية، بل يضمن لها حفاوة الاستقبال والوقع الحسن في نفوس القراء».
فالكتابة حلقة رئيسية في سيرورة توليد الأفكار والمعاني، في زمن الإجماع الإبستمولوجي بدل زمن المدرسة الفكرية، الأمر الذي يستوجب ابتكار أنماط حديثة، تستحضر مناهج العلوم الإنسانية، وتبدع أفكارها في قوالب ونصوص أدبية تتسم بالروح العلمية والنفس الإبداعية، بالصرامة الأكاديمية والصياغة الأدبية السلسة . هذا الأسلوب الأدبي الشيّق هو بمثابة المعبر أو طقس مرور التاريخ نحو الصحافة؛ فهو يضمن له حفاوة الاستقبال، ويزيل التكلس عن قلم المؤرخ، فتصير لغته ناعمة غير متخشبة، وأسلوبه سلس ينفذ إلى النفوس والأذهان، ويرفع من درجة اللذة والمتعة عند القراءة، فيجعل بذلك بضاعة المؤرخ رائجة في سوق الحَرْف، غير كاسدة، أو مثيرة للاشمئزاز والنفور.

## اقتباسات
بدون كتابة تبقى المعرفة ناقصة يتيمة من حيث الشكل، هذا يدفعني إلى القول بأن الأدب لا يضعف منهج العلوم الإجتماعية بل يقويه، ويعزز بعده المدني. ذلك الأدب، وتلك السلاسة هي التي تجعل التاريخ محتضنا بيُسر من طرف الصحافة، وتحول قلم المؤرخ المتكلس ولغته الخشبية، التي عادة ما تثير النفور وتجعل بضاعته كاسدة، إلى انسيابية شلال دافق يغري الإقبال عليه ، والنهل من معينه.
 من البوعزيزي إلى داعش ، محاولة في فهم أسباب الانزياح...... 

حصل الانزياح لأن الطبيعة تأبى الفراغ، ولأن أية ثورة أو تغيير مأمول من المفترض أن يكون محمولا بفكرة أو مشروع مجتمعي متكامل، وربما بقائد ملهم. انتفت هذه الشروط للأسباب الآنفة الذكر، فجرى الاستثمار في البؤس بشقيه المادي والفكري لجماهير غاضبة ناقمة منفعلة اعتقدت نفسها في البداية ثائرة فاعلة، قبل أن ينقشع نقع الغبار المتناثر، ويسفر صبح هذه الرجة العميقة عن عاصفة جرى زرع رياحها أو قواها العميقة منذ زمن بعيد.